# Retournac

Retournac este o comună în departamentul Haute-Loire, Franța. În 2009 avea o populație de 2,693 de locuitori.